# Hockey Club Valpellice 2015-2016
Questa pagina contiene i dati relativi alla stagione hockeystica 2015-2016 della società di hockey su ghiaccio Hockey Club Valpellice.

## Roster

### Portieri
- Simone Armand Pilon
- Neil Conway
- Matteo Crippa
- Nicola Ravera

### Difensori
- Andy Canzanello
- Francesco De Biasio
- Stefan Ilic
- Eric Michelin Salomon
- Andrea Schina
- André Signoretti

### Attaccanti
- Edoardo Caletti
- Pietro Canale
- Michael Colavecchia
- Federico Cordin
- Stefan Della Rovere
- Martino Durand Varese
- Matteo Mondon Marin
- Paolo Nicolao
- Simone Olivero
- Aleksandr Petrov
- Marco Pozzi
- Nicolò Rocca
- Alex Silva

### Allenatore
- Thomas Barrasso